# Sindrome di Allan-Herndon-Dudley
La sindrome di Allan-Herndon-Dudley e una rara forma di ipotiroidismo congenito X-linked caratterizzata da ipoplasia e ritardo mentale.
È dovuta alla mutazione del gene SLC16A2 che produce una proteina che trasporta l'ormone tiroideo T3 al sistema nervoso centrale. Questo ormone è fondamentale per il corretto sviluppo dei neuroni e delle loro sinapsi. L'assenza o l'alterazione di questa proteina non permette il trasporto dell'ormone T3 al sistema nervoso centrale, di conseguenza lo sviluppo delle cellule nervose viene interrotto. Dato che l'ormone non viene trasportato al sistema nervoso centrale, si crea un eccesso di T3 nel sangue, che si va ad accumulare in altri organi, causando segni e sintomi aggiuntivi.
I principali sintomi di questa sindrome sono: ipotonia (tono muscolare debole), ipoplasia muscolare (sottosviluppo di molti muscoli), spasticità degli arti inferiori, movimenti involontari degli arti inferiori, ritardo mentale e psicomotorio. Crescendo si sviluppano deformazioni muscolari chiamate contratture. A causa della spasticità degli arti inferiori e dei movimenti involontari degli arti inferiori i pazienti sono costretti a stare sulla sedia a rotelle.
La malattia viene ereditata per modalità X-linked recessiva e la sua prevalenza è di 1/1 000 000
Il trattamento è sintomatico e di supporto.